# Bussy-la-Pesle (Côte-d'Or)
Bussy-la-Pesle es una comuna francesa situada en el departamento de Côte-d'Or, en la región de Borgoña-Franco Condado.

## Demografía
| 100 | 94 | 61 | 78 | 59 | 49 | 77 |
| Para los censos de 1962 a 1999 la población legal corresponde a la población sin duplicidades (Fuente: INSEE [Consultar]) |    |    |    |    |    |    |